# 振福楼
振福楼位于中国福建省龙岩市永定区湖坑镇西片村，是一座圆形土楼，为苏氏民居，民国二年（1913年）建，坐北朝南，占地面积约4000平方米。两环，外环高3层，直径42.5米，按八卦格局建造，有3厅96间；内环单层，砖木结构。楼内设有厅堂，与前向弧形厢房、中门相连，中为天井。外大门、石砌围墙围合门坪，形成一个大院落。2008年作为福建土楼的典型代表被列为世界文化遗产，2009年被列为第七批福建省文物保护单位，2013年被列为第七批全国重点文物保护单位。